# Miniopterus orianae
Miniopterus orianae — вид ссавців родини лиликових.

## Проживання, поведінка
Країна поширення: Австралія, Індонезія, Папуа Нова Гвінея, Соломонові острови. Проживає від рівня моря до 2120 м над рівнем моря. Харчується в різних відкритих і напіввідкритих природних і штучних середовищах проживання, в тому числі приміських районах. Харчується в основному молями, а іноді мухами і павуками. Це колоніальний вид, що лаштує сідала майже виключно в печерах і шахтах (хоча він іноді був виявлений в штучних тунелів), часто у великих змішаних колоніях з іншими печерними видами рукокрилих. Віддає перевагу великим, теплим печерам. Одиночні тварини або маленькі групи можуть іноді займати інші типи житла.

## Загрози та охорона
Немає серйозних загроз для цього виду. Цей вид зустрічається в багатьох охоронних територіях у всьому ареалі.